# Óptica geométrica

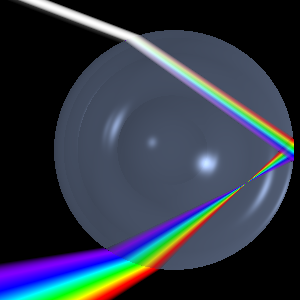
Formação de um arco-íris por meio da óptica geométrica.

A óptica geométrica é o ramo da óptica que se baseia na noção de raio de luz para descrever os fenômenos como a reflexão, a refração e a formação de imagens por meio da geometria, sem se importar com a natureza da luz. Esta abordagem simples permite a construção das representações geométricas que dão o seu nome.

## Princípios fundamentais
Os princípios em que se baseia a Óptica Geométrica são três:
- Propagação retilínea: Em um meio homogêneo, transparente e isotrópico, a luz se propaga em linha reta. Cada um desses raio luminosos é representado por segmentos de reta que indicam a direção e o sentido em que esta luz se propaga.[3] O princípio da propagação retilínea da luz pode ser verificado no fato de que, por exemplo, um objeto quadrado projeta sobre uma superfície plana, uma sombra também quadrada.
- Independência dos raios: Quando dois raios de luz se cruzam, um não interfere na trajetória do outro, cada um se comportando como se o outro não existisse.[3] O princípio da independência pode ser observado, por exemplo, em peças de teatro no momento que holofotes específicos iluminam determinados atores no palco. Mesmo que os atores troquem suas posições no palco e os feixes de luz sejam obrigados a se cruzar, ainda assim os atores serão iluminados da mesma forma, até mesmo, por luzes de cores diferentes.
- Reversibilidade dos raios: Em um meio homogêneo, transparente e isotrópico, ao se inverter o sentido do raio luminoso, não se altera a trajetória.[3] O terceiro princípio pode ser verificado por exemplo na situação em que um motorista de táxi e seu passageiro, este último no banco de trás, conversam, um olhando para o outro através do espelho central retrovisor.